# Val-du-Faby
Val-du-Faby is een gemeente in het Franse departement Aude (regio Occitanie). De plaats maakt deel uit van het arrondissement Limoux. Val-du-Faby is op 1 januari 2019 ontstaan door de fusie van de gemeenten Fa en Rouvenac. 

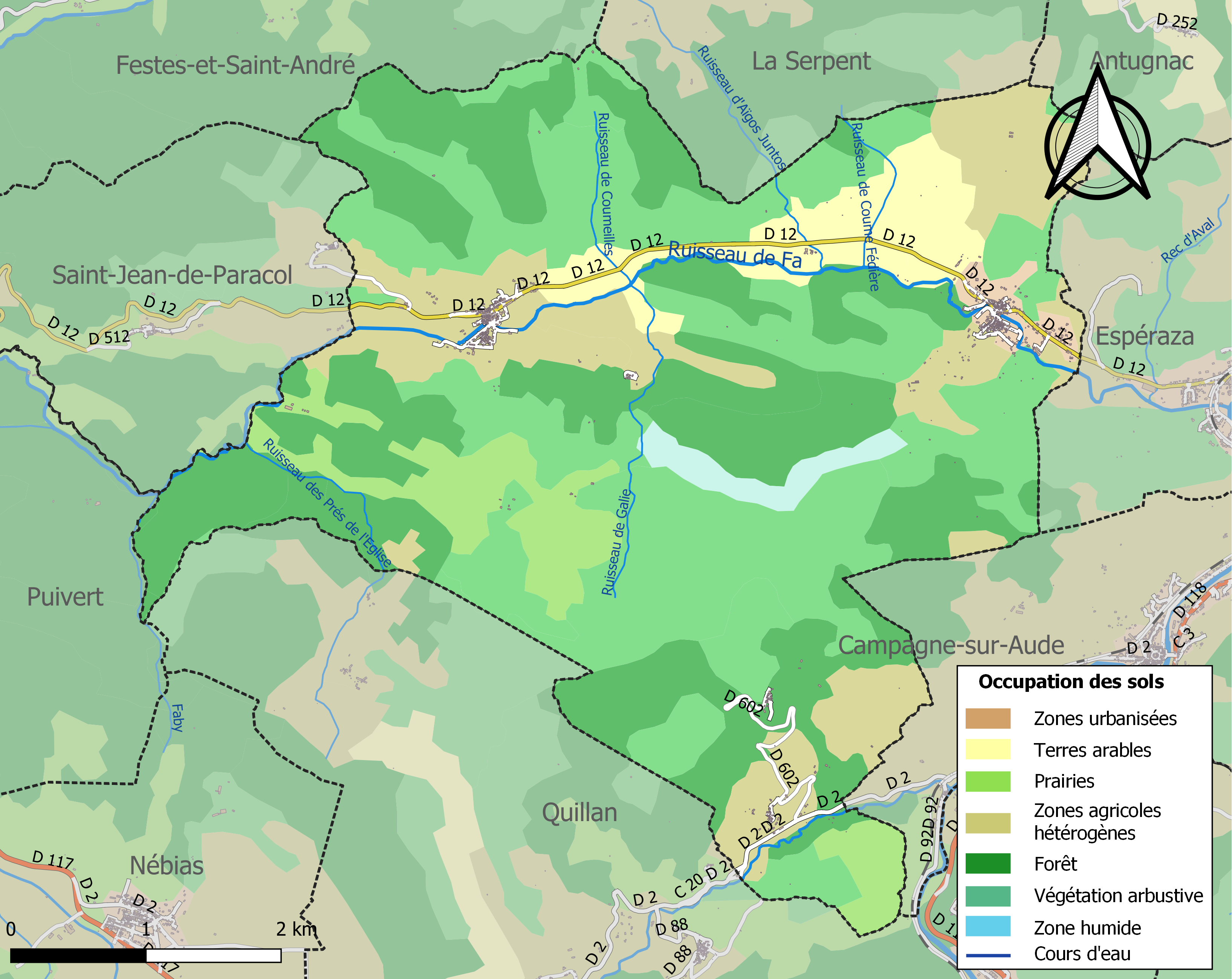
Kaart van de gemeente met de belangrijkste infrastructuur, bodemgebruik en omliggende gemeenten

1. ↑  Populations de référence 2022.